# Jonas Föhrenbach
Jonas Föhrenbach, né le 26 janvier 1996 à Fribourg-en-Brisgau en Allemagne, est un footballeur allemand qui évolue au poste d'arrière gauche au FC Heidenheim.

## Biographie

### SC Fribourg
Né à Fribourg-en-Brisgau en Allemagne, Jonas Föhrenbach est formé par le club de sa ville natale, le SC Fribourg, qui lui permet de faire ses débuts en professionnel. Il joue son premier match le 9 août 2015, lors d'une rencontre de coupe d'Allemagne face au HSV Barmbek-Uhlenhorst. Il est titularisé en défense centrale lors de ce match gagné par Fribourg par cinq buts à zéro, grâce notamment à un quadruplé de Nils Petersen. Quelques jours plus tard, le 22 août, il joue son premier match dans le championnat de deuxième division allemande, sur la pelouse du Fortuna Düsseldorf, où il est à nouveau titularisé. Son équipe s'impose cette fois par deux buts à un. Il inscrit son premier but en professionnel le 20 décembre 2015, lors d'une rencontre de championnat face au TSV 1860 Munich. Son équipe s'impose par trois buts à zéro ce jour-là.

### Prêts
Le 18 juin 2017, est annoncé le prêt pour une saison de Föhrenbach au Karlsruher SC, club évoluant alors en troisième division allemande.
Il marque son premier but pour le club le 21 octobre 2017, lors d'une rencontre de championnat face au SC Preußen Münster. Titulaire, il ouvre le score de la tête et les deux équipes se neutralisent (1-1 score final).
Lors de la saison 2018-2019, il est cette fois prêté au Jahn Ratisbonne.

### FC Heidenheim
Le 28 mai 2019, Jonas Föhrenbach s'engage en faveur du FC Heidenheim, pour un contrat courant jusqu'en juin 2023. 
Il joue son premier match sous ses nouvelles couleurs le 4 août 2019, lors de la première journée de la saison 2019-2020 face au VfB Stuttgart (2-2). Il inscrit son premier but pour Heidenheim le 6 décembre 2019, lors d'une rencontre de championnat face au Hambourg SV. Il marque de la tête sur un service de Tim Kleindienst et permet de cette façon à son équipe de l'emporter (0-1 score final).
Lors de la saison 2022-2023, Föhrenbach participe à la montée historique du FC Heidenheim. Le club accédant pour la première fois de son histoire à la première division allemande en terminant premier de deuxième division.

### En équipe nationale
Jonas Föhrenbach est sélectionné à onze reprises avec l'équipe d'Allemagne des moins de 19 ans, où il se fait notamment remarquer en marquant un but et en délivrant une passe décisive face à l'Irlande le 28 mars 2015, permettant à son équipe de s'imposer (3-2). Avec cette sélection, il est retenu afin de participer au championnat d'Europe des moins de 19 ans en 2015. Lors de cette compétition organisée en Grèce, il est titulaire au poste d'arrière gauche, dans cette équipe qui compte notamment dans ses rangs Leroy Sané, Timo Werner, Nadiem Amiri ou encore Jonathan Tah. Les jeunes allemands sont toutefois éliminés dès la phase de groupe.

## Palmarès
FC Heidenheim
- Championnat d'Allemagne D2
  - Champion : 2023